# Polyrhachis micans
Polyrhachis micans é uma espécie de formiga do gênero Polyrhachis, pertencente à subfamília Formicinae.